# Panzhihua
Panzhihua (chiń. 攀枝花; pinyin Pānzhīhūa) – miasto o statusie prefektury miejskiej w Chinach, w prowincji Syczuan, u zbiegu rzek Jinsha Jiang i Yalong Jiang. W 2010 roku liczba mieszkańców miasta wynosiła 457 574. Prefektura miejska w 1999 roku liczyła 1 033 537 mieszkańców. 

## Podział administracyjny
Prefektura miejska Panzhihua podzielona jest na:
- 3 dzielnice: Dong, Xi, Renhe,
- 2 powiaty: Miyi, Yanbian.